# RTL Direkt
RTL Direkt je večernja informativna emisija koja se na RTL televiziji prikazuje od ponedjeljka do četvrtka oko 21:30 sati. RTL Direkt prvi put je emitiran 20. travnja 2015. godine kada je u 22:15 sati krenula prva emisija na čelu sa Zoranom Šprajcom. 
RTL Direkt donosi mješavinu vijesti, komentara, pregled najvažinijih tema dana, analize aktualnih događanja i komentare na društvene i političke teme. Tijekom 2019. RTL Direkt jedna je od najgledanijih emisija u Hrvatskoj.

### Promjena uredništva
Nakon odlaska Zorana Šprajca 2022. godine, vođenje RTL Direkta preuzela je Mojmira Pastorčić, donoseći svježinu i svoj prepoznatljiv stil emisiji. Kao iskusna novinarka i dugogodišnja reporterka RTL-a, Mojmira je emisiji dala ozbiljniji ton, ali i zadržala dinamiku i britkost po kojoj je Direkt poznat. Njezina sposobnost vođenja oštrih intervjua, postavljanja izravnih pitanja i analitičkog pristupa aktualnim temama učvrstila je emisiju kao jednu od najgledanijih informativnih emisija. 

### Najznačajnije emisije
Tijekom pandemije COVID-19, emisija RTL Direkt prilagodila se novonastalim okolnostima kako bi nastavila informirati gledatelje. U travnju 2020. godine, urednica i voditeljica Mojmira Pastorčić vodila je emisiju uživo iz vlastitog doma, gdje je u njezinom dnevnom boravku postavljen cijeli studio RTL Direkta.
Tijekom godina, emisija RTL Direkt ugostila je brojne zanimljive i raznolike goste iz različitih područja društva. Među njima su se istaknuli: 
- Zlatko Dalić - izbornik nogometne reprezentacije[5]
- Tereza Kesovija -  hrvatska pjevačica[6]
- Ljubo Ćesić Rojs – umirovljeni general i političar[7]
- Stipe Pletikosa – bivši hrvatski nogometni reprezentativac[8]
- Konstrakta – srpska glazbenica i predstavnica Srbije na Euroviziji 2022. godine[9]
- Andrej Plenković - predsjednik Vlade RH[10]
- Ivo Šegota i Mladen Kožić – životni partneri koji su se borili za pravo na udomljavanje djece kao istospolni par[11]
- Božo Skoko i Krešimir Macan – stručnjaci za komunikacije i odnose s javnošću, koji su analizirali političke događaje[12]
- Bryan Johnson - američki poduzetnik koji želi živjeti vječno[13]
- Tomislav Gretić – poznati hrvatski kuhar[14]
- Baby Lasagna - hrvatski predstavnik na Eurosongu 2024.[15]
- Bruno Fantulin - fotograf i lovac na oluje[16]
- Petar Grašo – hrvatski glazbenik[17]

## Nagrade i priznanja
- Zlatni Studio za najbolju TV emisiju (2024.)  Nagradu za najbolju TV emisiju.[18]
- Zlatni Studio za najbolju TV emisiju (2022.)  Nagradu za najbolju TV emisiju.[19]
- Zlatni Studio za najbolju TV emisiju (2021.)  Nagrada za najbolju TV emisiju.[20]

- Večernjakova ruža za najbolju TV emisiju (2016.) Nagrada za najbolju TV emisiju.[21]

## Djelatnici
| RTL Direkt | voditeljica i urednica | Mojmira Pastorčić                                                          |
| RTL Direkt | urednik                | Antonio Zavada                                                             |
| RTL Direkt | glavna urednica        | Željka Marjanović                                                          |
| RTL Direkt | reporteri              | Ivan Skorin, Petar Panjkota Borko Brunović Darinka Trgo Rikardo Stojkovski |

Emisiju su još vodili: Igor Bobić, Ivan Vrdoljak, Zoran Šprajc, Ana Brdarić Boljat,Tomislav Jelinčić, Ivan Skorin i Damira Gregoret.